# 瞳距
瞳距一般是指人正常平视事物时，瞳孔间的距离。
对于近视眼或者远视眼患者，配眼镜时，需要考虑这个参数。即两块镜片中心的距离应当与患者的瞳距相配合，否则，即使度数正确，患者戴上眼镜后也会有不适的感觉，并且影响视力。